# Fort Hamilton Parkway (stacja metra na Culver Line)
Fort Hamilton Parkway – stacja metra nowojorskiego, na linii F i G. Znajduje się w dzielnicy Brooklyn, w Nowym Jorku i zlokalizowana jest pomiędzy stacjami 15th Street – Prospect Park oraz Church Avenue. Została otwarta 7 października 1933.